# Rijkhoven
Rijkhoven är en ort i Belgien.   Den ligger i provinsen Limburg och regionen Flandern, i den östra delen av landet, 80 km öster om huvudstaden Bryssel. Rijkhoven ligger 74 meter över havet och antalet invånare är 1 324.
Terrängen runt Rijkhoven är platt. Runt Rijkhoven är det ganska tätbefolkat, med 230 invånare per kvadratkilometer.. Närmaste större samhälle är Hasselt, 16,5 km nordväst om Rijkhoven. 
Trakten runt Rijkhoven består till största delen av jordbruksmark.